# Immanuëlkerk (Delft)
De Immanuëlkerk was tot oktober 2013 een protestantse wijkgemeente gelegen aan de Schoemakerstraat in de stad Delft, in de Nederlandse provincie Zuid-Holland. Sindsdien is het gebouw in handen van de Gereformeerde Kerken vrijgemaakt die in 2023 zijn opgegaan in de Nederlandse Gereformeerde Kerken. Samen met de Vredeskerk en de inmiddels afgebroken Maranatha vormde deze kerk de kerkendriehoek.